# Хокејаши из свемира
Хокејаши из свемира (енгл. Mighty Ducks) је америчка анимирана телевизијска серија која се приказивала на мрежи ABC и синдикацијском програмском блоку Дизни поподне, последња серија коју је продуцирао блок, током јесени 1996. године. Серија је слабо базирана на играним филмовима Хокејаши и тим НХЛ, Анахајм дакси. За разлику од филма и хокејашког тиме, серија је о тиму антропоморфолошких патака.
У Србији је серија приказивана 2009. године на каналу РТС 1, синхронизована на српски језик. Синхронизацију је радио студио Loudworks и продукцију предузеће Luxor Co.

## Улоге
| Лик              | Глас                                   |
| ---------------- | -------------------------------------- |
| Крилатић         | Ијан Зиринг                            |
| Кљуцко           | Стив Макал                             |
| Кнез од Наранџе  | Џеф Бенет                              |
| Мелори           | Џејнифер Хејл                          |
| Тања             | Ејприл Винчел                          |
| Смешко           | Бред Гарет Д.Ј. Данијелс С. Скот Булок |
| Паче             | Таунсенд Колман                        |
| Фил              | Џејмс Белуши                           |
| Капетан Клегхорн | Денис Франц                            |
| Траш             | Џеф Бенет                              |
| Муки             | Ејприл Винчел                          |
| Лорд Драгонус    | Тим Кари                               |
| Салетач          | Кленси Браун                           |
| Камелеон         | Алан Тудик                             |
| Дух              | Тони Џеј                               |
| Лукреција ДеКој  | Кет Суси                               |